# 阿美莱·舒尔茨
阿美莱·舒尔茨（丹麥語：Amalie Schulz，2001年6月26日—），丹麥女子羽毛球運動員。

## 簡歷
2018年6月，阿美莱·舒尔茨出戰立陶宛羽毛球國際賽，與克莉丝汀·布施合作拿得女子雙打比賽亞軍。

## 主要比賽成績
只列出曾進入準決賽的國際賽事成績：
| 年份   | 賽事                       | 公開賽級別 | 項目     | 拍檔          | 成績   |
| ------ | -------------------------- | ---------- | -------- | ------------- | ------ |
| 2018年 | 立陶宛羽毛球國際賽         | 未來系列賽 | 女子雙打 | 克莉丝汀·布施 | 亞軍   |
| 2018年 | 歐洲青年羽毛球錦標賽       | 其他       | 混合團體 | －            | 亞軍   |
| 2018年 | 歐洲青年羽毛球錦標賽       | 其他       | 女子單打 | －            | 亞軍   |
| 2019年 | 立陶宛羽毛球國際賽         | 未來系列賽 | 女子雙打 | 克莉丝汀·布施 | 亞軍   |
| 2019年 | 保加利亞羽毛球公開賽       | 國際系列賽 | 女子雙打 | 克莉丝汀·布施 | 準決賽 |
| 2019年 | 挪威羽毛球國際賽           | 國際系列賽 | 女子雙打 | 克莉丝汀·布施 | 準決賽 |
| 2020年 | 丹麥羽毛球公開賽           | 超級750賽  | 女子雙打 | 克莉丝汀·布施 | 準決賽 |
| 2021年 | 葡萄牙羽毛球國際賽         | 國際系列賽 | 女子雙打 | 克莉丝汀·布施 | 冠軍   |
| 2022年 | 瑞典羽毛球公開賽           | 國際系列賽 | 女子雙打 | 克莉丝汀·布施 | 準決賽 |
| 2022年 | 捷克羽毛球公開賽           | 國際系列賽 | 女子單打 | －            | 冠軍   |
| 2022年 | 捷克羽毛球公開賽           | 國際系列賽 | 女子雙打 | 克莉絲汀·布施 | 冠軍   |
| 2022年 | 愛爾蘭羽毛球公開賽         | 國際挑戰賽 | 女子雙打 | 克莉丝汀·布施 | 亞軍   |
| 2022年 | 威爾斯羽毛球國際賽         | 國際挑戰賽 | 女子單打 | －            | 準決賽 |
| 2022年 | 威爾斯羽毛球國際賽         | 國際挑戰賽 | 女子雙打 | 克莉絲汀·布施 | 準決賽 |
| 2023年 | 葡萄牙羽毛球國際賽         | 國際系列賽 | 女子雙打 | 克莉丝汀·布施 | 亞軍   |
| 2023年 | 荷蘭羽毛球國際賽           | 國際系列賽 | 女子單打 | －            | 準決賽 |
| 2023年 | 斯洛文尼亞羽毛球公開賽     | 國際挑戰賽 | 女子單打 | －            | 準決賽 |
| 2024年 | 歐洲羽毛球男女子團體錦標賽 | 其他       | 女子團體 | －            | 冠軍   |
| 2024年 | 斯洛文尼亞羽毛球公開賽     | 國際系列賽 | 女子單打 | －            | 準決賽 |
| 2024年 | 南特羽毛球國際挑戰賽       | 國際挑戰賽 | 女子單打 | －            | 亞軍   |
| 2024年 | 比利時羽毛球國際賽         | 國際挑戰賽 | 女子單打 | －            | 亞軍   |
| 2024年 | 土耳其羽毛球國際挑戰賽     | 國際挑戰賽 | 女子單打 | －            | 亞軍   |
| 2025年 | 奧地利羽毛球公開賽         | 國際系列賽 | 女子單打 | －            | 冠軍   |
| 2025年 | 加拿大羽毛球公開賽         | 超級300賽  | 女子單打 | －            | 準決賽 |

| 2018-2026年 | 總決賽 | 超級1000賽 | 超級750賽 | 超級500賽 | 超級300賽 | 超級100賽 | 國際挑戰賽 | 國際系列賽 | 未來系列賽 | 其他 |

### 奧運會和世錦賽參賽紀錄
|          | 搭檔          | 2021 |
| -------- | ------------- | ---- |
| 女子雙打 | 克莉丝汀·布施 | 32強 |